# لاکهید ال-۶۴۹ کونستلیشن
لاکهید ال-۶۴۹ کونستلیشن (به انگلیسی: Lockheed L-649 Constellation) یک هواگرد ساختِ کارخانهٔ لاکهید کورپوریشن در کشور ایالات متحده آمریکا است که در سال ۱۹۴۶ ساخته شد. نخستین استفاده‌کنندهٔ این هواگرد Eastern Air Lines بوده‌است. این هواگرد برای نخستین بار در ۱۹ اکتبر ۱۹۴۶ میلادی مورد استفاده قرار گرفت.